# Schweizer Alpine Skimeisterschaften 2012
Die Schweizer Alpinen Skimeisterschaften 2012 fanden vom 19. bis 25. März in Veysonnaz im Kanton Wallis statt.

## Herren

### Abfahrt
| Platz | Name                      | Zeit        |
| ----- | ------------------------- | ----------- |
| 01    | Vitus Lüönd               | 1:48,37 min |
| 02    | Fernando Schmed           | 1:49,16 min |
| 03    | Nils Mani                 | 1:49,18 min |
| 04    | Ralph Weber               | 1:49,27 min |
| 05    | Didier Défago             | 1:49,48 min |
| 06    | Marvin van Heek (NED)     | 1:49,52 min |
| 07    | Tobias Grünenfelder       | 1:49,54 min |
| 08    | Blaise Giezendanner (FRA) | 1:49,55 min |
| 09    | Alexandre Bouillot (FRA)  | 1:49,65 min |
| 10    | Luca Aerni                | 1:49,70 min |

Datum: 22. März 2012

### Super-G
| Platz | Name                | Zeit        |
| ----- | ------------------- | ----------- |
| 01    | Thomas Tumler       | 1:25,45 min |
| 02    | Gino Caviezel       | 1:25,99 min |
| 03    | Vitus Lüönd         | 1:26,06 min |
| 04    | Thomas Frey (FRA)   | 1:26,12 min |
|       | Fernando Schmed     | 1:26,12 min |
| 06    | Tobias Grünenfelder | 1:26,25 min |
| 07    | Didier Défago       | 1:26,48 min |
| 08    | Beat Gafner         | 1:26,49 min |
| 09    | Nils Mani           | 1:26,52 min |
| 10    | Didier Cuche        | 1:26,53 min |

Datum: 23. März 2012

### Riesenslalom
| Platz | Name                           | Zeit        |
| ----- | ------------------------------ | ----------- |
| 01    | Didier Défago                  | 2:03,25 min |
| 02    | Sandro Jenal                   | 2:03,69 min |
| 03    | Thomas Tumler                  | 2:03,81 min |
| 04    | Thomas Mermillod Blondin (FRA) | 2:04,29 min |
| 05    | Samy Blanc (FRA)               | 2:04,79 min |
| 06    | Christoph Nösig (AUT)          | 2:04,90 min |
| 07    | Sébastien Pichot (FRA)         | 2:05,07 min |
| 08    | Gabriel Rivas (FRA)            | 2:05,16 min |
| 09    | Gino Caviezel                  | 2:05,20 min |
| 10    | Thomas Frey (FRA)              | 2:05,22 min |

Datum: 24. März 2012

### Slalom
| Platz | Name                                 | Zeit        |
| ----- | ------------------------------------ | ----------- |
| 01    | Thomas Mermillod Blondin (FRA)       | 1:56,59 min |
| 02    | Gabriel Rivas (FRA)                  | 1:56,98 min |
| 03    | Markus Vogel                         | 1:57,00 min |
| 04    | Ramon Zenhäusern                     | 1:57,22 min |
| 05    | Marco Tumler                         | 1:57,38 min |
| 06    | Cristian Javier Simari Birkner (ARG) | 1:57,43 min |
| 07    | Daniel Yule                          | 1:57,56 min |
| 08    | Gino Caviezel                        | 1:57,66 min |
| 09    | Anthony Bonvin                       | 1:57,71 min |
| 10    | Maxime Tissot (FRA)                  | 1:57,83 min |

Datum: 25. März 2012

### Super-Kombination
| Platz | Name                  | Zeit        |
| ----- | --------------------- | ----------- |
| 01    | Luca Aerni            | 2:36,20 min |
| 02    | Ralph Weber           | 2:36,29 min |
| 03    | Bernhard Niederberger | 2:36,82 min |
| 04    | Gino Caviezel         | 2:27,03 min |
| 05    | Daniel Yule           | 2:37,45 min |
| 06    | Vitus Lüönd           | 2:38,49 min |
| 07    | Fernando Schmed       | 2:38,69 min |
| 08    | Marc Berthod          | 2:38,79 min |
| 09    | Marc Bonvin           | 2:39,08 min |
| 10    | Amaury Genoud         | 2:39,32 min |

Datum: 21. März 2012

## Damen

### Abfahrt
| Platz | Name                 | Zeit        |
| ----- | -------------------- | ----------- |
| 01    | Fränzi Aufdenblatten | 1:54,83 min |
| 02    | Mirena Küng          | 1:54,99 min |
|       | Priska Nufer         | 1:54,99 min |
| 04    | Martina Schild       | 1:55,68 min |
| 05    | Jasmine Flury        | 1:55,74 min |
| 06    | Corinne Suter        | 1:56,50 min |
| 07    | Andrea Thürler       | 1:56,90 min |
| 08    | Wendy Holdener       | 1:56,96 min |
| 09    | Nadja Vogel          | 1:57,82 min |
| 10    | Jasmina Suter        | 1:58,01 min |

Datum: 21. März 2012

### Super-G
| Platz | Name                 | Zeit        |
| ----- | -------------------- | ----------- |
| 01    | Fränzi Aufdenblatten | 1:29,90 min |
| 02    | Corinne Suter        | 1:30,01 min |
| 03    | Priska Nufer         | 1:30,70 min |
| 04    | Joana Hählen         | 1:30,81 min |
| 05    | Élodie Rudaz         | 1:30,82 min |
| 06    | Nadja Kamer          | 1:31,01 min |
| 07    | Andrea Thürler       | 1:31,20 min |
| 08    | Wendy Holdener       | 1:31,34 min |
| 09    | Jasmina Suter        | 1:32,11 min |
| 10    | Jasmine Flury        | 1:32,40 min |

Datum: 23. März 2012

### Riesenslalom
| Platz | Name                      | Zeit        |
| ----- | ------------------------- | ----------- |
| 01    | Anne-Sophie Barthet (FRA) | 2:08,78 min |
| 02    | Lara Gut                  | 2:09,05 min |
| 03    | Jasmina Suter             | 2:09,11 min |
| 04    | Fränzi Aufdenblatten      | 2:09,72 min |
| 05    | Wendy Holdener            | 2:10,01 min |
| 06    | Andrea Thürler            | 2:10,47 min |
| 07    | Andrea Ellenberger        | 2:10,48 min |
| 08    | Martina Schild            | 2:10,72 min |
| 09    | Joana Hählen              | 2:11,72 min |
| 10    | Élodie Rudaz              | 2:11,38 min |

Datum: 25. März 2012

### Slalom
| Platz | Name                    | Zeit        |
| ----- | ----------------------- | ----------- |
| 01    | Margaux Givel           | 1:43,64 min |
| 02    | Corinne Suter           | 1:44,13 min |
| 03    | Laurie Mougel (FRA)     | 1:44,30 min |
| 04    | Marine Oberson          | 1:44,61 min |
| 05    | Taïna Barioz (FRA)      | 1:44,91 min |
| 06    | Nadja Vogel             | 1:44,92 min |
| 07    | Wendy Holdener          | 1:44,97 min |
| 08    | Priska Nufer            | 1:45,46 min |
| 09    | Anémone Marmottan (FRA) | 1:45,67 min |
| 10    | Andrea Thürler          | 1:45,80 min |

Datum: 24. März 2012

### Super-Kombination
| Platz | Name              | Zeit        |
| ----- | ----------------- | ----------- |
| 01    | Wendy Holdener    | 2:40,08 min |
| 02    | Corinne Suter     | 2:40,78 min |
| 03    | Priska Nufer      | 2:41,92 min |
| 04    | Andrea Thürler    | 2:42,39 min |
| 05    | Jasmine Flury     | 2:43,04 min |
| 06    | Nadja Vogel       | 2:43,58 min |
| 07    | Jasmina Suter     | 2:43,89 min |
| 08    | Élodie Rudaz      | 2:46,27 min |
| 09    | Beatrice Scalvedi | 2:48,23 min |
| 10    | Sandrine Kippel   | 2:49,30 min |

Datum: 22. März 2012

## Anmerkung
1. 1 2 3 4  Ausländische Teilnehmer erhalten keine Medaillen.